# Martin McDonagh
Martin McDonagh (Londres, 26 de março de 1970) é um cineasta, roteirista e dramaturgo britânico. Escreveu em 2003 The Pillow Man, peça galardoada, em 2004, com o prêmio Laurence Olivier.
Escreveu e realizou, em 2005, o filme Six Shooter.

## Vida
McDonagh nasceu em Camberwell, Londres, Inglaterra, e é filho de pais irlandeses.
Na sequência do sucesso de " Six Shooter", em 2006, pelo qual ganhou um Oscar de Melhor Curta-Metragem, McDonagh escreveu e dirigiu In Bruges (2008), pelo qual recebeu o BAFTA de melhor argumento original e nomeação para o Oscar.
Trabalhou numa nova fase musical com o compositor Tom Waits.